# Мери Попинз и съседите от номер осемнайсет
„Мери Попинз и съседите от номер осенайсет“ (на английски: Mary Poppins and the House Next Door) е осмата и последна книга от поредицата „Мери Попинз“, дело на австралийско-британската писателка Памела Травърз.
В Англия книгата излиза през 1988 г., а в България е издадена от изд. „Пан“ (2004, 2021) в един том заедно с „Мери Попинз от улица „Черешова““.

## Сюжет
Внимание:  Текстът по-долу разкрива сюжета на произведението (или части от него)!
Жителите на улица „Черешова“ в Лондон са разтревожени да научат, че техният любим номер 18, празна къща, за която всеки съсед е създал въображаем, желан наемател, е на път да бъде заета от бавачката от детството на г-н Банкс, мис Андрю, известна още като „свещеният терор“. Нейното страховито пристигане носи и приятна изненада, тъй като Лути, момче от Южните морета, я придружава и като слуга, и като ученик.
Възхитени от перспективата за нов приятел, Джейн и Майкъл Банкс са разочаровани от ограниченията, които хипохондричката госпожица Андрю е наложила на Лути, който става все по-носталгичен по семейството си и тропическата си среда. Когато призивът в сърцето му да се завърне у дома става повече, отколкото може да понесе, Мери Попинз е тази, която прави пътуването възможно чрез посещение при Човека от Луната.

## Герои
- Мери Попинз - млада бавачка. Не е бъбрива, доста е сурова, харесва ѝ да се облича елегантно и да се оглежда във витрините. Тя е същинска лейди, „абсолютно съвършена във всяко отношение“.
- Джейн - най-голямото дете на семейство Банкс
- Майкъл - синът на семейство Банкс и брат на Джейн
- Барбара - близначка от семейство Банкс
- Г-н Банкс - банкер, който работи в Сити
- Г-жа Банкс - съпругата на г-н Банкс
- Анабел – бебе, най-малкото дете на сем. Банкс
- Адмирал Бум – съсед на семейство Банкс, къщата му е досущ като кораб
- Г-жа Бум – съпруга на адмирал Бум
- Мис Ларк – съседка на семейство Банкс
- Фани и Ани – гигантските дъщери на мисис Кори
- Мис Андрю – властна бивша бавачка на г-н Банкс
- Пазач на парка
- Британски премиер
- Андрю и Желания – кучетата на мис Ларк
- Елън - чистачка на семейство Банкс